# Red de espín

Red de espín del tipo de las usadas en gravedad cuántica de lazos.

En física, una red de espín es un tipo de diagrama que puede usarse para representar estados e interacciones entre partículas y campos. 
Fue ideada por Roger Penrose en 1971.
Las redes de espín fueron aplicadas en física al problema de la gravedad cuántica por Lee Smolin, Fotini Markopoulou-Kalamara, Carlo Rovelli, Jorge Pullin, Rodolfo Gambini y otros  para reformular gravedad cuántica de lazos y teoría de gauge.
Desde una perspectiva matemática, una red de espín es un grafo cuyas aristas se asocian a representaciones irreducibles de un grupo de Lie compacto, G y cuyos vértices se asocian a aplicaciones equivariantes de las representaciones de aristas adyacentes. 

## Definición

### Definición de Penrose
Una red de espín, como se describe en Penrose (1971), es un tipo de diagrama en el que cada segmento de línea representa la línea de universo de una "unidad" (ya sea una partícula elemental o un sistema compuesto de partículas). En cada vértice se unen tres segmentos de línea. Un vértice puede interpretarse como un acontecimiento en el que, o bien una unidad se divide en dos, o bien dos unidades chocan y se unen en una única unidad. Los diagramas cuyos segmentos de línea se unen todos en los vértices se denominan redes de giro cerradas. El tiempo puede verse como algo que va en una dirección, por ejemplo, desde la parte inferior a la superior del diagrama, pero para las redes de espín cerradas la dirección del tiempo es irrelevante para los cálculos.
Cada segmento de línea está etiquetado con un número entero llamado "número de espín". Una unidad con número de espín n se llama unidad n y tiene momento angular nħ/2, donde ħ es la constante de Planck reducida. Para los bosoness, como los fotoness y los gluoness, n es un número par. Para los fermioness, como los electroness y los quarkss, n es impar.
Dada cualquier red de espín cerrada, se puede calcular un número entero no negativo que se llama norma de la red de espín. Las normas se pueden utilizar para calcular las probabilidades de varios valores de espín. Una red cuya norma es cero tiene una probabilidad de ocurrencia nula. Las reglas para calcular las normas y las probabilidades están fuera del alcance de este artículo. Sin embargo, implican que para que una red de espín tenga norma no nula, deben cumplirse dos requisitos en cada vértice. Supongamos que un vértice une tres unidades con números de espín a, b y c. Entonces, estos requisitos se establecen como:
- Desigualdad del triángulo: a debe ser menor o igual que b + c, b menor o igual que a + c, y c menor o igual que a + b.
- Conservación del fermión: a + b + c debe ser un número par.

Por ejemplo, a = 3, b = 4, c = 6 es imposible ya que 3 + 4 + 6 = 13 es impar, y a = 3, b = 4, c = 9 es imposible ya que 9 > 3 + 4. Sin embargo, a = 3, b = 4, c = 5 es posible ya que 3 + 4 + 5 = 12 es par, y la desigualdad del triángulo se cumple.
Algunas convenciones utilizan etiquetados por medios enteros, con la condición de que la suma a + b + c debe ser un número entero.

### Enfoque formal de la definición
Formalmente, un grafo de espín puede definirse como un grafo dirigido cuya borde está asociada a irreducible representaciones de un Grupo de Lie compacto y cuyos vértices están asociados a entretelas de las representaciones de borde adyacentes a ella.

### Propiedades
Un grafo de espín, inmerso en una variedad, puede utilizarse para definir un funcional en el espacio de conexiones en esta variedad. Se calcula la holonomía de la conexión a lo largo de cada enlace (camino cerrado) del grafo, se determinan las matrices de representación correspondientes a cada enlace, se multiplican todas las matrices y los entrecruzamientos, y se contraen los índices de una manera prescrita. Una característica notable del funcional resultante es que es invariante bajo transformación de gauge local.

## Uso en física

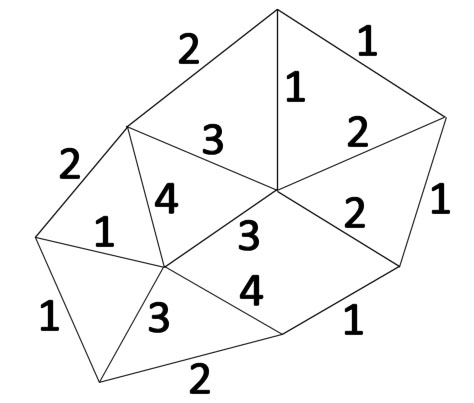
Gravedad cuántica, redes de espín.

### Gravedad cuántica de bucles
En gravedad cuántica de bucles  (LQG), una red de espín representa un "estado cuántico" del campo gravitatorio  en una hipersuperficie de 3 dimensiones. El conjunto de todas las redes de espín posibles (o, más exactamente, "s-nudos", es decir, clases de equivalencia de redes de espín bajo difeomorfismos) es numerable; constituye una  base  de LQG espacio de Hilbert. Uno de los resultados clave de la gravedad cuántica de bucle es cuantización  de áreas: el operador del área A  de una superficie bidimensional Σ  debe tener un  espectro. Cada red de espín  es un estado propio  de cada uno de estos operadores, y el valor propio del área es igual a:
{\displaystyle A_{\Sigma }=8\pi \ell _{\text{PL}}^{2}\gamma \sum _{i}{\sqrt {j_{i}(j_{i}+1)}}}
donde la suma se hace sobre todas las intersecciones "i” de Σ  con la red de espín. En esta fórmula,{\displaystyle \ell _{PL}} es la longitud de Planck, {\displaystyle \gamma } es el parámetro de Immirzi  y*ji  = 0, 1/2, 1, 3/2, ... es el  spin  asociado con el enlace i  de la red spin.  Por lo tanto, el área bidimensional se "concentra" en las intersecciones con la red de espín. De acuerdo con esta fórmula, el valor propio no nulo más bajo posible del operador de área corresponde a un enlace que lleva representación de espín 1/2. Suponiendo un parámetro de Immirzi  del orden de 1, esto da el área medible más pequeña posible de ~10−66  cm2. La fórmula para los valores propios de área se vuelve algo más complicada si se permite que la superficie pase a través de los vértices, como con los modelos de difusión anómalos.  Además, los valores propios del operador de área A  están limitados por simetría de escalera. Una cuantización similar se aplica al operador de volumen. El volumen de una subvariedad 3D que contiene parte de una red spin viene dado por una suma de contribuciones de cada nodo dentro de ella. Uno puede pensar que cada nodo en una red de espín es un "cuanto de volumen" elemental y cada enlace es un "cuanto de área" que rodea este volumen.

### Teorías de gauge más generales
Se pueden hacer construcciones similares para las teorías de gauge general con un grupo de Lie compacto G y una forma de conexión. Esto es en realidad una  dualidad  sobre una celosía. Sin embargo, sobre una variedad, se necesitan suposiciones como la invariancia bajo difeomorfismos para que la dualidad sea exacta (manchar los bucles de Wilson  es complicado). Más tarde, fue generalizada por Robert Oeckl  a representaciones de grupo cuántico en 2 y 3 dimensiones utilizando la dualidad Tannaka-Krein.
Michael A. Levin y Xiao-Gang Wen también han definido redes de cuerdas utilizando categorías tensoriales que son objetos muy similares a las redes de espín. Sin embargo, la conexión exacta con las redes de espín aún no está clara. La condensación de redes de cuerdas produce estados ordenados topológicamente en la materia condensada.